# Конвенція про міжнародну цивільну авіацію
Конвенція про міжнародну цивільну авіацію (Чиказька конвенція) — основний документ міжнародного права, що регулює цивільні авіаперевезення.
Конвенція була укладена в 1944 році в Чикаго. Вона регламентує міжнародні польоти цивільних повітряних суден у міжнародному і національному повітряному просторах задля забезпечення їхньої ефективності і безпеки. Конвенція стала базою формуванню нової галузі міжнародного права — міжнародного повітряного права.

## Історія прийняття
Розвиток авіаційної техніки з початку XX ст. дозволив широко використовувати цивільну авіацію як повітряний транспорт, що має велику вантажопідйомність і великий радіус дії. Цивільна авіація стала розвиватися як міжнародна. Але виникли проблеми через відсутність єдиних правил польоту, стандартів в обслуговуванні руху, відмінність навігаційного і радіонавігаційного обладнання, різні мови екіпажів.
Для узгодження цих питань у листопаді 1944 року в Чикаго зібралися представники 52 країн. СРСР не прибув на конференцію через присутність на ній Іспанії, Португалії і Швейцарії, які за його словами "під час війни займали пронімецьку позицію".
Делегації на конференції узгодили два основних питання. Перше питання, що стосувалося технічного забезпечення польотів, не викликало серйозних розбіжностей, і відносно швидко було узгоджене.
Багато суперечок було у другому питанні, щодо економічних відносин при використанні міжнародного повітряного транспорту. США, що мали найбільшу цивільну авіацію, прагнули повної свободи польотів в інших країнах. У конвенції було визнано повний суверенітет держав над своїм повітряним простором.
Конференція завершила свою роботу 7 грудня 1944 року. Підписані на конференції документи конференції передані на
зберігання уряду США — країни-депозитарія. Держави, які приєднувалися до Конвенції, повідомляли про це уряд США, який протягом 30 днів повідомляв про приєднання держави до цієї угоди. Конвенція про міжнародну цивільну авіацію набрала чинності у квітні 1947 року.
Україна подала заявку 10 серпня 1992 року, Конвенція набрала чинність для України 9 вересня 1992 року.

## Основні положення конвенції
Конвенція, відповідно до її статті 3, «застосовується тільки до цивільних повітряних суден і не застосовується до державних повітряних суден», якими є повітряні судна, використовувані на військовій, митній і поліцейській службах. Проте ніяке державне повітряне судно не може здійснити політ над територією іншої держави або зробити посадку, без отримання на це дозволу, дотримання спеціальної угоди або іншим чином, і відповідно до її умов.
Конвенція заснувала Міжнародну організацію цивільної авіації (ІКАО), цілі і завдання якої визначені в 44 статті, зокрема:
- гарантувати безпечний і упорядкований розвиток міжнародної цивільної авіації в усьому світі;
- сприяти безпеці польотів у міжнародній аеронавігації.

Держави, які приєдналися до Конвенції (стаття 37), зобов'язуються «співпрацювати у забезпеченні максимально можливого ступеня однаковості правил, стандартів, процедур і організації, що стосуються повітряних суден, персоналу, повітряних трас і допоміжних служб, з усіх питань, в яких така однаковість сприятиме аеронавігації і
вдосконалювати її».
Чиказька конвенція, а також двосторонні і багатосторонні угоди, що укладаються на її основі державами, регулюють здебільшого регулярні міжнародні польоти цивільної авіації, здійснювані у належний спосіб правочинною на це державою, її національними авіапідприємствами для перевезення пасажирів, багажу, вантажів і пошти за встановлену плату, тобто в комерційних цілях. При цьому відповідно до чинних угод вони наділені такими основними правами, іменованими також п'ятьма «свободами повітря»:
- правом транзитного польоту без посадки на території держави, що надала таке право;
- правом посадки в ході транзитного польоту над територією іншої держави на її території в некомерційних цілях (для заправки паливом, виправлення виниклих ушкоджень і т. ін.).
- правом перевезення в іншу державу пасажирів, вантажу і пошти, узятих на борт у державі реєстрації повітряного судна;
- правом перевезення пасажирів, вантажу і пошти з території іншої держави в державу реєстрації (національності) повітряного судна;
- правом брати на борт на території іншої держави пасажирів, вантаж і пошту для перевезення на територію третьої держави, а також правом вивантажувати вантажі і пошту на території цієї держави і висаджувати пасажирів, що прямують на територію третьої держави.

Існують ще дві додаткові свободи:
- право здійснювати перевезення між третіми країнами через свою територію;
- право здійснювати перевезення між третіми країнами, минаючи свою територію.

## Додатки
Інтегральною частиною Конвенції є додатки до неї, що конкретизують і розвивають відповідні її положення. Склад Додатків до Чиказької конвенції про міжнародну цивільну авіацію:
1. Видача свідоцтва авіаційному персоналу (Personnel Licensing);
2. Правила польотів (Rules of the Air);
3. Метеорологічне забезпечення міжнародної аеронавігації (Meteorological Service for International Air Navigation);
4. Аеронавігаційні карти (Aeronautical Charts);
5. Одиниці вимірювання, що використовуються в повітряних і наземних операціях (Units of Measurement to be Used in Air and Ground Operations);
6. Експлуатація повітряних суден (Operation of Aircraft);
7. Національні та реєстраційні знаки повітряних суден (Aircraft Nationality and Registration Marks);
8. Льотна придатність повітряних суден (Airworthiness of Aircraft);
9. Спрощення формальностей (Facilitation);
10. Авіаційний телекомунікаційний зв'язок (Aeronautical Telecommunications);
11. Обслуговування повітряного руху (Air Traffic Services);
12. Пошук і рятування (Search and Rescue);
13. Розслідування авіаційних подій (Aircraft Accident and Incident Investigation);
14. Аеродроми (Aerodromes);
15. Служби аеронавігаційної інформації (Aeronautical Information Services);
16. Охорона навколишнього середовища (Environmental Protection);
17. Безпека: захист міжнародної цивільної авіації від актів незаконного втручання (Security: Safeguarding International Civil Aviation Against Acts of Unlawful Interference);
18. Безпечне перевезення небезпечних вантажів по повітрю (The Safe Transport of Dangerous Goods by Air).
19. Управління безпекою польотів (Safety Management).